# Куприяново (Грязовецкий район)
Куприя́ново — деревня в Грязовецком районе Вологодской области России.
Входит в состав Перцевского муниципального образования, с точки зрения административно-территориального деления — в Перцевский сельсовет.
Расстояние по автодороге до районного центра Грязовца — 11 км, до центра муниципального образования Слободы — 1 км.
По данным переписи в 2002 году постоянного населения не было.